# Halfway (Oregon)
Pour les articles homonymes, voir Halfway.
Halfway est une municipalité américaine située dans le comté de Baker en Oregon.
Lors du recensement de 2010, sa population est de 288 habitants. La municipalité s'étend sur 0,37 milles carrés (0,96 km2).
Fondée en 1887, la localité doit son nom à sa position à mi-chemin (en anglais : halfway) entre les bourgs de Pine et Cornucopia. Elle devient une municipalité le 27 mai 1909.
En 2000, la municipalité est rebaptisée Half.com en échange de 73 000 dollars de la part d'un site de vente en ligne. Elle attire alors la curiosité nationale et internationale. L'année suivante, l'entreprise est vendue à eBay pour 300 millions de dollars et Halfway reprend son nom.